# Tabanus hisarensis
Tabanus hisarensis är en tvåvingeart som beskrevs av Veer, Parashar och Rao 1999. Tabanus hisarensis ingår i släktet Tabanus och familjen bromsar. Inga underarter finns listade i Catalogue of Life.